# Kaman (Kırşehir)
Pour les articles homonymes, voir Kaman.
Kaman est une ville et un district de la province de Kırşehir dans la région de l'Anatolie centrale en Turquie.